# ローラン・シャブリ
ローラン・シャブリ（仏: Laurent Chabry、1855 - 1894年11月23日）は、フランスの生物学者。

## 生涯
1855年にロワール地方の小都市ロアンヌで生まれ、1894年11月23日にリオージュの街で死去した。1881年に医学博士、1887年に理学博士を取得した。
その後、コンカルノーのコンカルノー海洋観測所の所長を務め、リヨンで理学部の助教授としてそのキャリアを終える。
主に鳥類や昆虫の飛行機構を研究し、鞘翅目で「二重平衡」の機構を実証した。また、結核や発生学にも取り組んだ。